# فریدریش ادلر (معمار)
 فریدریش ادلر (انگلیسی: Friedrich Adler؛ ۱۵ اکتبر ۱۸۲۷ – ۱۵ سپتامبر ۱۹۰۸) یک معمار، و باستان‌شناس اهل آلمان بود.